# Olympische Sommerspiele 1972/Wasserspringen
Bei den XX. Olympischen Sommerspielen 1972 in München fanden vier Wettkämpfe im Wasserspringen statt, je zwei für Frauen und Männer. Austragungsort war die Olympia-Schwimmhalle im Olympiapark.

## Bilanz

### Medaillenspiegel
| Platz  | Land               | Gold | Silber | Bronze | Gesamt |
| ------ | ------------------ | ---- | ------ | ------ | ------ |
| 1      | Italien            | 1    | 1      | 1      | 3      |
| 1      | Vereinigte Staaten | 1    | 1      | 1      | 3      |
| 3      | Schweden           | 1    | 1      | –      | 2      |
| 4      | Sowjetunion        | 1    | –      | –      | 1      |
| 5      | Tschechoslowakei   | –    | 1      | –      | 1      |
| 6      | DDR                | –    | –      | 2      | 2      |
| Gesamt | Gesamt             | 4    | 4      | 4      | 12     |

### Medaillengewinner
Männer
| Disziplin                | Gold                  | Silber                | Bronze                |
| ------------------------ | --------------------- | --------------------- | --------------------- |
| 3 m Kunstspringen Frauen | Micki King (USA)      | Ulrika Knape (SWE)    | Marina Janicke (GDR)  |
| 3 m Kunstspringen Männer | Wladimir Wassin (URS) | Franco Cagnotto (ITA) | Craig Lincoln (USA)   |
| 10 m Turmspringen Frauen | Ulrika Knape (SWE)    | Milena Duchková (TCH) | Marina Janicke (GDR)  |
| 10 m Turmspringen Männer | Klaus Dibiasi (ITA)   | Richard Rydze (USA)   | Franco Cagnotto (ITA) |

## Zeitplan
| Wettbewerbe       | August/September | August/September | August/September | August/September | August/September | August/September | August/September | August/September | August/September |
| Männer            | 27.              | 28.              | 29.              | 30.              | 31.              | 01.              | 02.              | 03.              | 04.              |
| ----------------- | ---------------- | ---------------- | ---------------- | ---------------- | ---------------- | ---------------- | ---------------- | ---------------- | ---------------- |
| 3 m Kunstspringen |                  |                  |                  |                  |                  |                  |                  |                  |                  |
| 10 m Turmspringen |                  |                  |                  |                  |                  |                  |                  |                  |                  |
| Frauen            | 27.              | 28.              | 29.              | 30.              | 31.              | 01.              | 02.              | 03.              | 04.              |
| 3 m Kunstspringen |                  |                  |                  |                  |                  |                  |                  |                  |                  |
| 10 m Turmspringen |                  |                  |                  |                  |                  |                  |                  |                  |                  |

| 000 | Qualifikation |  | Finale |

## Ergebnisse Männer

### Kunstspringen 3 m

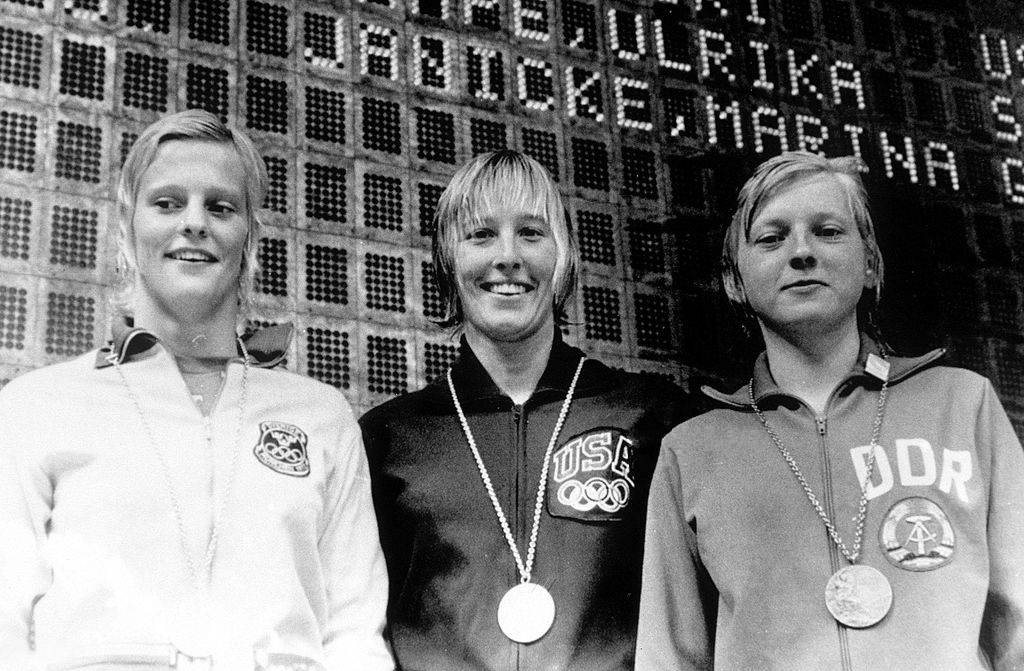
V. l.: Knape, King, Janicke

| Platz | Land | Sportler             | Punkte |
| ----- | ---- | -------------------- | ------ |
| 1     | URS  | Wladimir Wassin      | 594,09 |
| 2     | ITA  | Franco Cagnotto      | 591,63 |
| 3     | USA  | Craig Lincoln        | 577,29 |
| 4     | ITA  | Klaus Dibiasi        | 559,05 |
| 5     | USA  | Michael Finneran     | 557,34 |
| 6     | URS  | Wjatscheslaw Strahow | 556,20 |
| 7     | GDR  | Falk Hoffmann        | 544,95 |
| 8     | FRG  | Norbert Huda         | 524,16 |
|       |      |                      |        |
| 12    | GDR  | Helge Ziethen        | 511,02 |
| 19    | FRG  | Gerhard Hölzl        | 327,42 |
| 30    | FRG  | Reinhard von Bauer   | 299,79 |
| 31    | AUT  | Rudolf Kruspel       | 293,58 |
| 32    | AUT  | Josef Kien           | 285,30 |

Datum: 29. und 30. August 1972 

32 Teilnehmer aus 16 Ländern

### Turmspringen 10 m
| Platz | Land | Sportler            | Punkte |
| ----- | ---- | ------------------- | ------ |
| 1     | ITA  | Klaus Dibiasi       | 504,12 |
| 2     | USA  | Richard Rydze       | 480,75 |
| 3     | ITA  | Franco Cagnotto     | 475,83 |
| 4     | GDR  | Lothar Matthes      | 465,75 |
| 5     | URS  | Dawit Hambarzumjan  | 463,56 |
| 6     | USA  | Richard Early       | 462,45 |
| 7     | URS  | Wladimir Kapirulin  | 459,21 |
| 8     | MEX  | Carlos Girón        | 442,41 |
|       |      |                     |        |
| 10    | GDR  | Falk Hoffmann       | 436,71 |
| 16    | FRG  | Karlheinz Schwemmer | 281,55 |
| 18    | AUT  | Niki Stajković      | 280,29 |
| 23    | GDR  | Wolfram Ristau      | 268,59 |
| 24    | FRG  | Bernd Wucherpfennig | 267,87 |
| 30    | FRG  | Klaus Konzorr       | 260,01 |
| 33    | AUT  | Rudolf Kruspel      | 248,07 |
| 35    | SUI  | Sandro Rossi        | 225,87 |

Datum: 3. und 4. September 1972 

35 Teilnehmer aus 18 Ländern

## Ergebnisse Frauen

### Kunstspringen 3 m
| Platz | Land | Sportlerin        | Punkte |
| ----- | ---- | ----------------- | ------ |
| 1     | USA  | Micki King        | 450,03 |
| 2     | SWE  | Ulrika Knape      | 434,19 |
| 3     | GDR  | Marina Janicke    | 430,92 |
| 4     | USA  | Janet Ely         | 420,99 |
| 5     | CAN  | Beverly Boys      | 418,89 |
| 6     | SWE  | Agneta Henriksson | 417,48 |
| 7     | USA  | Cynthia Potter    | 413,58 |
| 8     | POL  | Elzbieta Wierniuk | 408,36 |
| 9     | GDR  | Heidi Becker      | 405,78 |
|       |      |                   |        |
| 11    | GDR  | Christa Köhler    | 394,20 |
| 13    | FRG  | Michaela Herweck  | 261,78 |

Datum: 27. und 28. August 1972 

30 Teilnehmerinnen aus 18 Ländern

### Turmspringen 10 m
| Platz | Land | Sportlerin          | Punkte |
| ----- | ---- | ------------------- | ------ |
| 1     | SWE  | Ulrika Knape        | 390,00 |
| 2     | TCH  | Milena Duchková     | 370,92 |
| 3     | GDR  | Marina Janicke      | 360,54 |
| 4     | USA  | Janet Ely           | 352,68 |
| 5     | USA  | Micki King          | 346,38 |
| 6     | GDR  | Sylvia Fiedler      | 341,67 |
| 7     | CAN  | Nancy Robertson     | 334,02 |
| 8     | AUT  | Ingeborg Pertmayr   | 321,03 |
|       |      |                     |        |
| 15    | FRG  | Maximiliane Michael | 183,48 |
| 24    | FRG  | Ursula Sapp         | 162,39 |

Datum: 1. und 2. September 1972 

27 Teilnehmerinnen aus 17 Ländern